# Östra Skärjen
Östra Skärjen är en sjö i Filipstads kommun i Värmland och ingår i Göta älvs huvudavrinningsområde. Sjön är 10 meter djup, har en yta på 0,581 kvadratkilometer och befinner sig 184,1 meter över havet. Sjön avvattnas av vattendraget Storforsälven (Skärjbäcken).

## Delavrinningsområde
Östra Skärjen ingår i det delavrinningsområde (661856-141483) som SMHI kallar för Utloppet av Östra Skärjen. Medelhöjden är 222 meter över havet och ytan är 11,91 kvadratkilometer. Räknas de 14 avrinningsområdena uppströms in blir den ackumulerade arean 190,4 kvadratkilometer. Storforsälven (Skärjbäcken) som avvattnar avrinningsområdet har biflödesordning 4, vilket innebär att vattnet flödar genom totalt 4 vattendrag innan det når havet efter 346 kilometer. Avrinningsområdet består mestadels av skog (84 procent). Avrinningsområdet har 1,27 kvadratkilometer vattenytor vilket ger det en sjöprocent på 10,6 procent.